# Dolmen de les Molleres
El dolmen de les Molleres, o del Camp Gran I, és molt a prop de la partió entre els termes de Bulaternera i Sant Miquel de Llotes, tots dos de la comarca del Rosselló, a la Catalunya del Nord, però dins del segon d'aquests termes.
És dins del terme de Sant Miquel de Llotes, en un turonet al sud-oest de la partida de les Molleres i al nord-est de la de les Jaces. A prop, al nord-oest, però en el terme veí de Bulaternera, hi ha el Dolmen de les Rieres, o del Camp Gran II.
Molt desfet, conserva dempeus tan sols dues de les lloses laterals, així com la que hi feia de capçalera, que conformen un espai d'1,80 m. És orientat al sud.